# François Clément
François Clément (* 1714 in Bèze (Côte-d’Or); † 29. März 1793 in Paris) war ein französischer Benediktiner-Mönch der Mauriner-Kongregation, Chronist und Historiker.

## Leben
François Clément führt die Histoire littéraire de la France des Antoine Rivet de La Grange († 1749) weiter (11. und 12. Band), ebenso den Recueil des Historiens des Gaules et de la France (RHGF) des Martin Bouquet († 1754).
Er besorgte zudem die Durchsicht und Vervollständigung der von Charles Clémencet 1750 publizierten L’Art de vérifier les dates après J.-C., deren zweite Ausgabe er 1770 in einem einzigen Folio-Band publizierte. Unzufrieden mit dieser Arbeit, überarbeitete er sie vollständig und brachte sie auf drei Folio-Bände, die 1783, 1784 und 1787 erschienen. Dieses Werk, das im 19. Jahrhundert in der Chronologie noch immer maßgebend war, ist laut dem Bouillet-Wörterbuch eines der schönsten Monumente des 18. Jahrhunderts. Es wurde von Nicolas Viton de Saint-Allais in 18 Bänden im Jahre 1818 nachgedruckt und im 19. Jahrhundert von Jean-Baptiste-Pierre Jullien de Courcelles und dem Marquis Fortia d’Urban fortgeführt (15 Oktav-Bände, 1821–1833).
Dom Clément schrieb eine ähnliche Arbeit für die vorchristliche Zeit (l’Art de vérifier les dates avant J.-C.), als er von einem Schlaganfall getroffen wurde. Diese zweite Werk wurde 1820 veröffentlicht, fünf Oktav-Bände; es wird weniger geschätzt als das vorhergehende.
Dom Clément wurde 1785 der Académie des inscriptions et belles-lettres assoziiert.

## Quelle
- Dictionnaire Bouillet

| Personendaten    | Personendaten                                                                       |
| ---------------- | ----------------------------------------------------------------------------------- |
| NAME             | Clément, François                                                                   |
| KURZBESCHREIBUNG | französischer Benediktiner-Mönch der Mauriner-Kongregation, Chronist und Historiker |
| GEBURTSDATUM     | 1714                                                                                |
| GEBURTSORT       | Bèze (Côte-d’Or)                                                                    |
| STERBEDATUM      | 29. März 1793                                                                       |
| STERBEORT        | Paris                                                                               |